# Mark Kermode
Mark James Patrick Kermode (Barnet, Hertfordshire, 2 de julho de 1963) é o principal crítico de cinema da Inglaterra.

## Livros
- The Exorcist (1998)
- The Shawshank Redemption (2003)
- It's Only a Movie (2010)
- The Good, The Bad and The Multiplex: What's Wrong With Modern Movies? (2011)
- Hatchet Job: Love Movies, Hate Critics (2013)
- Silent Running (2014)
- The Movie Doctors (2015)
- How Does It Feel?: A Life of Musical Misadventures (2018)
- Kermode on Film (2018)[3]